# Andrew Benintendi
Andrew Sebastian Benintendi (Cincinnati, Ohio, 6 de julio de 1994), más conocido como Andrew Benintendi, es un jugador profesional estadounidense de béisbol que se desempeña en la posición de jardinero izquierdo en Chicago White Sox, equipo de las Grandes Ligas de Béisbol (MLB). Logró obtener un Guante de Oro.

## Carrera
Benintendi jugó como profesional cinco temporadas en Boston Red Sox (2016-2020), después pasó a Kansas City Royals (2020-2021), luego a New York Yankees (2022), posteriormente a Chicago White Sox, donde lleva jugando dos temporadas.

## Premios
Fue galardonado con el Guante de Oro en una oportunidad (2021).